# Pedro Uralde
Pedro Uralde Hernáez (Vitoria-Gasteiz, 3 de fevereiro de 1958) é um ex-futebolista espanhol, que atuava como atacante.

## Carreira
Pedro Uralde começou sua carreira na Real Sociedad, ele fez parte do elenco da Seleção Espanhola de Futebol da Copa do Mundo de 1982 e da Euro 1980.